# مندد (جحانة)

تعديل مصدري - تعديل

مندد هي إحدى قرى الجمهورية اليمنية. تتبع جغرافيا لمحافظة صنعاء وإداريًا لمديرية جحانة. يبلغ تعداد سكانها 235 حسب أحصائيات تعداد اليمن لعام 2004.